# K-14

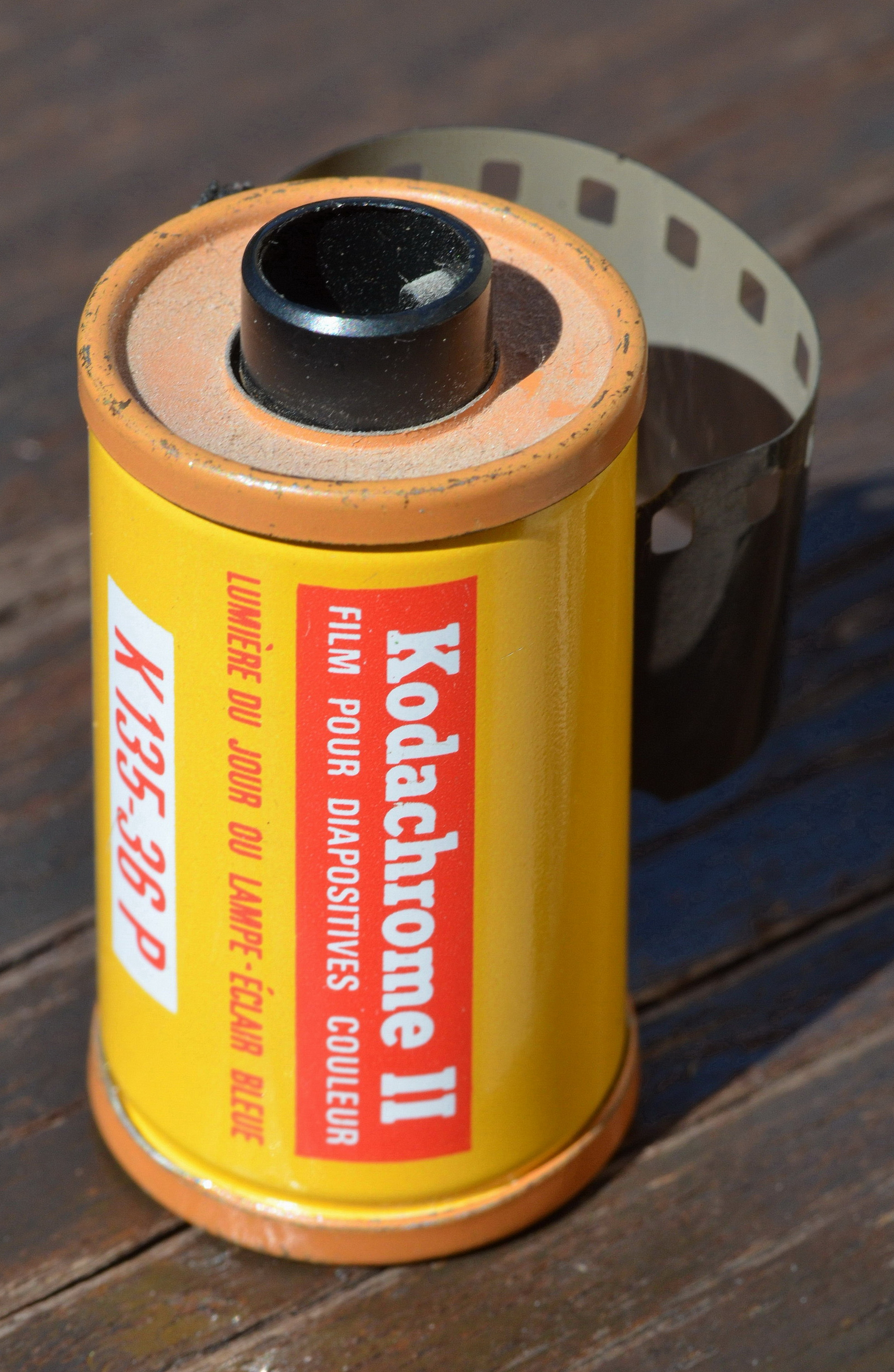
Kodachrome II – Dia-Umkehrfilm

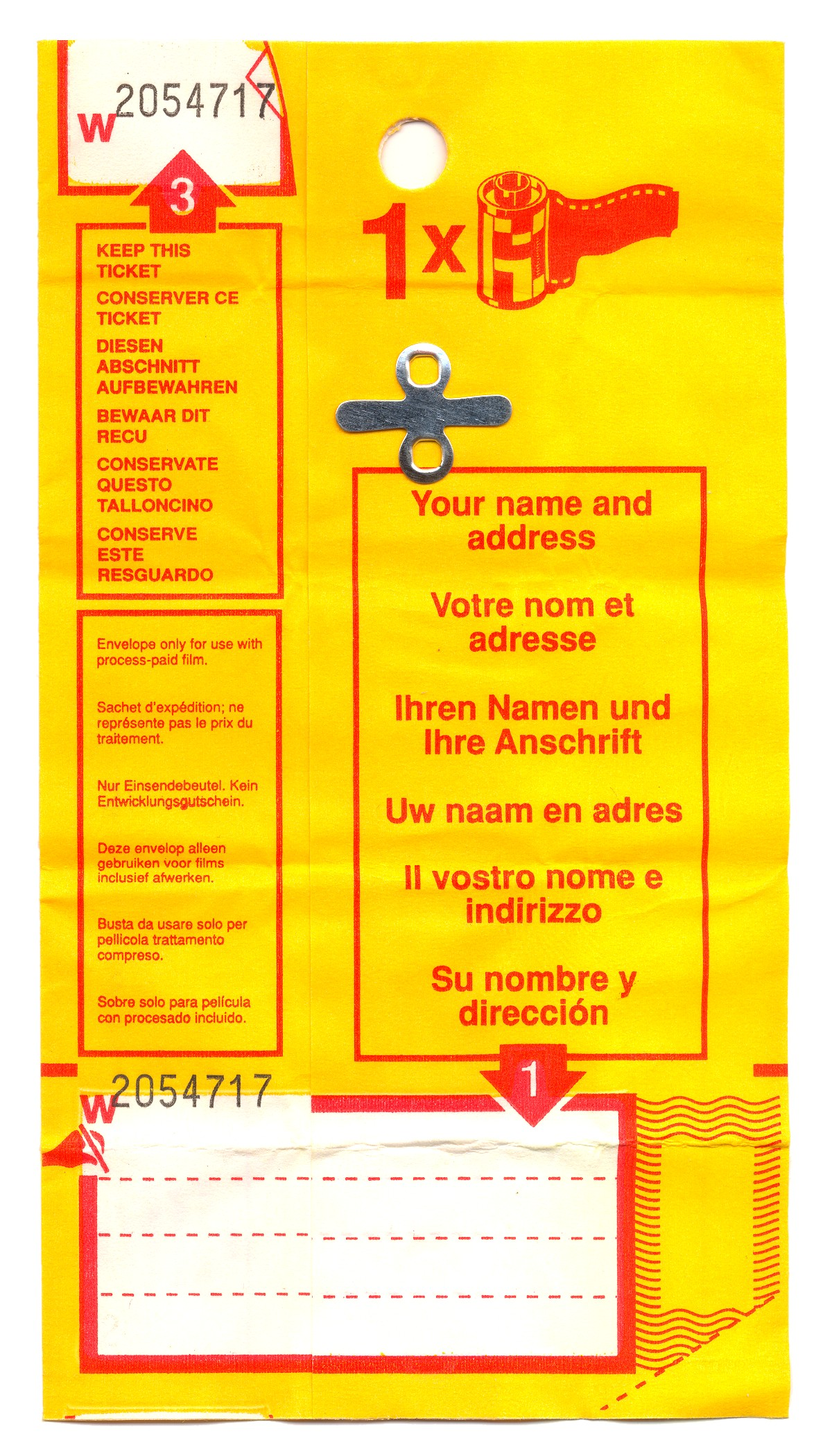
Postversandtasche, die Kodachrome-Filmen für die Einsendung in ein Kodak-Labor zur K-14-Entwicklung beilag. Durch Abschneiden der markierten Ecke teilte man mit, dass der Diafilm nicht gerahmt werden soll.

Der Prozess K-14 ist ein fotografischer Entwicklungsprozess von Kodak zur Entwicklung der Kodachrome-Umkehrfilme. Der Name steht für die Entwicklung von Kodachrome in 14 chemischen Bädern.
Kodachrome-Filme enthielten im Unterschied zu anderen Farbfilmen keine Farbkuppler (Farbstoffe); diese waren stattdessen in drei einzelnen Entwicklerlösungen enthalten, mit denen die drei Grundfarben in drei einzelnen Umkehrentwicklungsschritten nacheinander aufgebaut wurden. Der Film selber entsprach daher – im Gegensatz zu den anderen Farbfilmen – eher drei übereinander gelegten Schwarzweißfilmen mit Farbfiltern.
Aufgrund seiner Komplexität konnte der Prozess K-14 nicht alternativ im Heimlabor oder einem beliebigen Fachgeschäft durchgeführt werden, sondern erforderte die Einsendung in ein Kodak-Großlabor. Dafür war die Filmentwicklung grundsätzlich im Kaufpreis eingeschlossen.

## Ablauf
Der Ablauf des Prozesses wurde im Laufe der Jahrzehnte mehrmals optimiert.
Die Variante K-14M („Minilab“) war von Kodak in den 1990er Jahren für die Entwicklungsmaschine K-Lab entwickelt worden, die zur dezentralen, computergesteuerten Entwicklung zum Beispiel in einem Fotofachgeschäft gedacht war, sich aber wegen mangelhafter Qualität der Ergebnisse nicht durchsetzen konnte.
Nachfolgend die Arbeitsschritte:
1. Ablösen der Lichthofschutzschicht auf der Filmrückseite durch eine alkalische Lösung, Abwischen mit Wasser
2. Erstentwicklung von drei übereinander liegenden schwarz-weißen Negativbildern, eines je Grundfarbe, wobei in der Kamera belichtetes Silberhalogenid zu Silber umgewandelt wird
3. Wässerung zum Ausspülen des Entwicklers
4. Nachbelichtung der Cyanschicht mit rotem Licht durch die Rückseite, um verbliebenes lichtempfindliches Silberhalogenid in der Schicht zu belichten
5. Entwicklung der Cyanschicht mit einem Entwickler, der auch den Farbkuppler für Cyan enthält und sich mit dem zu Silber entwickelten Silberhalogenid verbindet
6. Wässerung zum Stoppen und Ausspülen des Entwicklers
7. Nachbelichtung der Gelbschicht mit blauem Licht durch die Emulsionsseite, um verbliebenes lichtempfindliches Silberhalogenid in der Schicht zu belichten
8. Entwicklung der Gelbschicht mit einem Entwickler, der auch den Farbkuppler für Gelb enthält und sich mit dem zu Silber entwickelten Silberhalogenid zu einem gelben Positivbild verbindet
9. Wässerung zum Stoppen und Ausspülen des Entwicklers
10. Entwicklung der Magentaschicht mit einem Entwickler, der auch den Farbkuppler für Magenta enthält und das restliche lichtempfindliche Silberhalogenid im Film zu Silber entwickelt, das sich sämtlich in dieser Schicht befindet und bisher nicht entwickelt wurde
11. Wässerung zum Stoppen und Ausspülen des Entwicklers
12. Conditioner zum Vorbereiten auf das Bleichbad
13. Bleichen oxidiert das Silber wieder zu Silberhalogenid
14. Fixieren zum Entfernen des nach der Farbbildung unerwünschten Silberhalogenids
15. Wässerung um den Fixierer zu entfernen
16. Spülen mit Mittel gegen Wasserflecken
17. Trocknen

Das Ergebnis sind drei Hauptfarbschichten, die zusammen ein positives Farbbild ergeben.

## Verwendung
Neben der fotografischen Nutzung galt Kodachrome-K14-Umkehrfilm jahrzehntelang als das Standardfilmmaterial für die Arbeit mit Super-8-Filmkameras. Es wurde in dieser Rolle später von Kodaks Ektachrome-64T-Material abgelöst, das im weniger aufwändigen E-6-Prozess entwickelt werden kann.
Das letzte in Europa verbliebene Labor für die K-14-Entwicklung in Lausanne in der Schweiz wurde im Herbst 2006 stillgelegt. Seitdem war die Entwicklung weltweit nur noch im Fotolabor Dwayne’s Photo in den USA möglich, sogar Kodak selbst ließ die eingesandten Filme dort im Auftrag entwickeln. Am 30. Dezember 2010 wurde auch diese letzte K-14-Maschine bei Dwayne’s außer Betrieb genommen, da Kodak schon seit 2009 die für den Prozess benötigten Chemikalien mangels Nachfrage in lohnenden Mengen nicht mehr herstellt. Nähere Informationen dazu finden sich im Artikel Kodak Kodachrome.